# Who Goes There? (film 1917)
Who Goes There? (Who Goes There!) è un film muto del 1917 diretto da William P.S. Earle e interpretato da Corinne Griffith. Tratto dal romanzo omonimo di Robert W. Chambers pubblicato nel 1915  e prodotto dalla Vitagraph Company of America, il film uscì nelle sale il 26 novembre 1917.

## Trama
Durante la prima guerra mondiale, Kervyn Guild - cittadino americano nato in Belgio - viene catturato dai tedeschi che lo portano davanti al generale von Reiter. L'ufficiale tedesco gli offre la libertà, sua e quella degli altri belgi arrestati, se lui si impegna ad andare a Londra per portargli Karen Giraud, la sua amante. Guild accetta e a Londra, trovata la donna, si accorge di essere protetto da agenti tedeschi, mentre i britannici gli danno la caccia. Capisce così che Karen deve portare dei dispacci a von Reiter. Durante il loro viaggio verso il Belgio, Karen si innamora di Guild e decide di unirsi alla causa belga. Prima che i due possano andarsene, vengono raggiunti dal generale von Reiter che si batte a duello con Guild, restando mortalmente ferito. Prima di morire, Reiter benedice i due amanti e consegna loro un lasciapassare che permetterà ai due di attraversare le linee tedesche.

## Produzione
Il film fu prodotto dalla Vitagraph Company of America.

## Distribuzione
Distribuito dalla Greater Vitagraph (V-L-S-E), il film uscì nelle sale cinematografiche statunitensi il 26 novembre 1917.